# Johan Ekman
Johan Emilson Ekman (i riksdagen kallad Ekman i Göteborg), född 11 mars 1854 i Stockholm, död 18 februari 1919 i Göteborg, var en svensk grosshandlare och politiker (liberal). Han tillhörde släkten Ekman från Göteborg och var verksam i handelshuset Ekman & Co.

## Biografi
Johan Ekman började 1873 arbeta i familjens handelshus Ekman & Co och blev delägare i företaget 1891. Han var en av stadens ledande affärsmän med inflytelserika poster i ett stort antal företag: Göteborgs och Bohus läns sparbank (styrelseledamot 1892–1918, ordförande 1915), Lindholmens verkstad (1906–1910), Brand- och livsförsäkrings AB Svea (ordförande 1916–1919), Svenska Ostasiatiska Kompaniet (styrelseledamot 1907–1918, ordförande 1916), D. Carnegie & Co (olika företagsgrenar), Orrefors bruks AB med mera.
Ekman var riksdagsledamot i andra kammaren 1906–1911 för Göteborgs stads valkrets och i första kammaren från 1912 till sin död för Älvsborgs läns valkrets. I riksdagen tillhörde han, som liberal politiker, liberala samlingspartiet. Han var ledamot i bankoutskottet 1910–1919 och engagerade sig bland annat i olika näringslivsrelaterade frågor. Han var ordförande för Börssällskapet i Göteborg 1913 samt 1917–1918.
Johan Ekman var Riksföreningens för svenskhetens bevarande i utlandet första ordförande mellan 1908 och 1918. Han var konsul för Italien i Göteborg från 1890.

## Familj
Johan Ekman var son till kommendörkapten Jakob Emil Ekman (1815–1900) och friherrinnan Sophia Kurck (1823–1907). Han tillhörde släkten Ekman från Göteborg. Modern var dotter till presidenten i Kammarrätten friherre Claës Arvid Kurck och friherrinnan Hedvig Liljencrantz, och dotterdotter till Johan Wilhelm Liljencrantz, ättling till Johan Ihre och Bureättling.
Ekman gifte sig 1881 med Hedvig Richert (1861–1929), dotter till överste J. G. Richert och Magdalena Richert, född Netzel. Han var far till konsul Carl Ekman och svärfar till riksdagsmannen och utrikesministern Johannes Hellner.
Johan Ekman är begravd på Östra kyrkogården i Göteborg.